# Hyles intermedia
Hyles intermedia är en fjärilsart som beskrevs av Kirby 1834. Hyles intermedia ingår i släktet Hyles och familjen svärmare. Inga underarter finns listade i Catalogue of Life.